# Humphreys Peak
Humphreys Peak (Hopi: Aaloosaktukwi) je nejvyšší hora amerického státu Arizona, s výškou 3852 m n. m. Nachází se přibližně 18 kilometrů severně od města Flagstaff v Coconino National Forest. Humphreys Peak je nejvyšším ze skupiny vyhaslých vulkanických vrchů známé jako San Francisco Peaks.
Humphreys Peak je od roku 1870 nazvaný po generálu Andrewovi A. Humphreys.

## Přístup

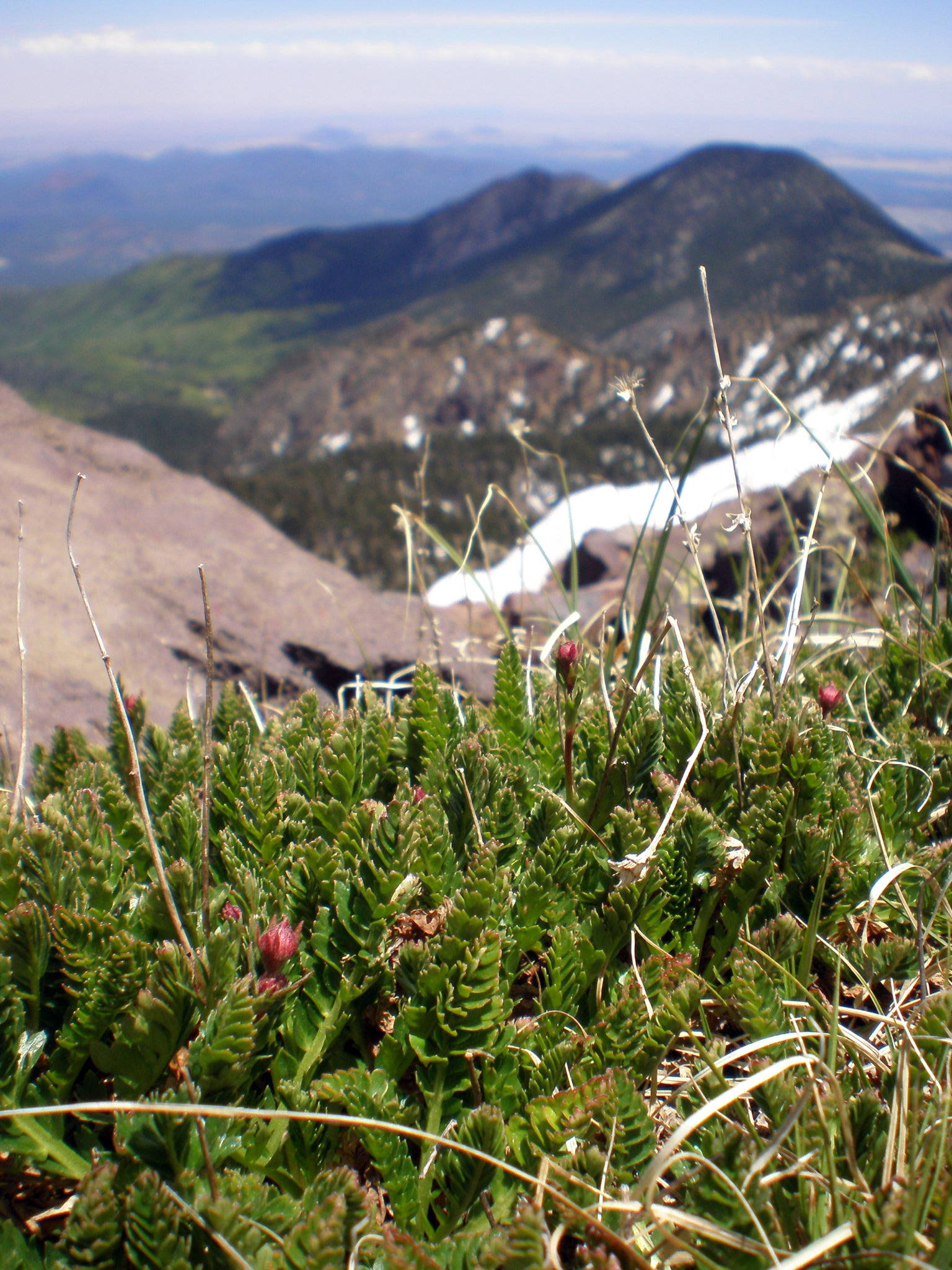
Alpinská tundra na vrcholu

Vrchol je nejsnáze dosažitelný pěšky po 7,7 km dlouhé turistické trase Humphreys Trail, která začíná v lyžařském středisku Arizona Snowbowl.
Linie stromů vrchu Humphreys Peak je přibližně ve výši 3474 m n. m. Nebezpečím při turistice jsou především strmý a skalnatý chodník, riziko úderu blesku, sníh a lavinové nebezpečí v zimě.